# 小行星2311
小行星2311（2311 El Leoncito）是一颗绕太阳运转的小行星，为主小行星带小行星。该小行星于1974年10月10日发现。
該小行星以菲利克斯·阿吉拉爾天文台的觀測站命名。

## 轨道参数
小行星2311的轨道半长轴为3.6411861 UA，离心率为0.045。